# Acronicta leporella
Acronicta leporella är en fjärilsart som beskrevs av Otto Staudinger 1888. Acronicta leporella ingår i släktet Acronicta och familjen nattflyn. Inga underarter finns listade i Catalogue of Life.